# Dirndl
Dirndl ([ˈdɪʁndl̩]; v prevodu tudi dekle) je izpeljanka iz tradicionalnega ženskega oblačila s področja Nemčije (še posebej Bavarske), Švice, Lihtenštajna, Avstrije, Južne Tirolske in Slovenije Osnova za oblačilo je zgodovinsko oblačilo alpskih podeželanov. Na splošno bolj spominja na poletno obleko kot tradicionalno nošo. Dirndl sestavljajo bluza,  korzet, krilo in predpasnik, čemur se lahko doda tudi spodnje krilo in spodnjice. Na voljo je tudi v enem kosu, brez steznika. Dekorativni vzorci in motivi so vzeti iz ljudske noše. Zgornji del obleke je včasih prevezan z verižico ali barvnim trakcem, kot steznik. Obstajajo določene značilnosti pri uporabi vzorcev, motivov in detajlov, ki se bolj uporabljajo v določenih krajih kot drugje. Oblikovanja Dirndlov se lotevajo tudi znani oblikovalci, vse več se uporablja moderne materiale in vzorce. Čeprav je oblačilo na videz preprosto, je lahko izdelava dirndlov zelo zapletena in tudi draga, saj jih pogosto izdelujejo iz dragih tkanin, kot je svila, lahko je vloženega veliko ročnega dela.
Dirndl se prilega vsem oblikam postave in vsem starostim in je vse bolj popularen med mladimi dekleti, ki si ga nadenejo med prazniki, in Oktoberfest je le eden izmed njih. Moški pa posegajo po klasičnih irhastih hlačah, kakršne izdelujejo tudi v Sloveniji in so ponekod del ljudske noše.
Oblačila, ki so po videzu delno podobna tej osnovi, so znana po imenu Landhausmode (»moda s podeželskim navdihom«). Dirndl je sestavni del Tracht mode, značilne zlasti za Avstrijo in Bavarsko.